# Campylium polymorphum
Campylium polymorphum là một loài Rêu trong họ Amblystegiaceae. Loài này được (Hedw.) Pilous mô tả khoa học đầu tiên năm 1963.